# Instrument de calcul
Au sens le plus large du terme, un instrument de calcul est un objet qui aide l'opérateur dans ses calculs, on dit aussi un « moyen de calcul ».

## Différence entre instrument et machine de calcul
Les historiens de la technique du calcul font la distinction entre instrument et machine. 
- On parle d'instrument quand l'opérateur doit intervenir dans le calcul, par exemple pour effectuer un report, ou déterminer la position de la virgule (boulier, règle à calcul, compas de proportion).
- On utilise le terme de machine à calculer pour les objets qui donnent le résultat sans que l'opérateur n'intervienne dans le calcul lui-même. L'opérateur peut toutefois intervenir pour configurer la machine en fonction de l'opération à effectuer (remise à zéro, sélection de l'opération par une touche ou un curseur, déplacement initial d'un chariot, saisie des nombres dans les bonnes colonnes décimales, etc.), et enclencher l'opération (souvent en apportant son énergie mécanique à la machine par l'intermédiaire d'un actionneur (manivelle, levier, poussoir, touches, etc.)

Dans cet article de portée très générale, nous prenons le parti de lister à la fois les instruments proprement dits et les machines, renvoyant le lecteur aux chapitres plus détaillés consacrés à ces objets.

## Types d'instruments et de machines ayant existé
La taxonomie des instruments et machines à calculer n'est pas un sujet simple. Nous en resterons ici à quelques subdivisions générales et renvoyons le lecteur aux articles détaillés.

### Instruments de calcul proprement dits
- Doigts
- Abaques (au sens de table à calcul)
  - Cailloux sur le sol (calculus, en latin, ayant donné le mot calcul)
  - Bulles d'argile (Suze[1], Nuzi[2]) ancêtres des tablettes d'argile, utilisées pour enregistrer les contrats chiffrés davantage que les calculs eux-mêmes.
  - Baguettes à calculer (Chine)
  - Jetons de compte et table à calcul, utilisés en France jusqu'à la Révolution
  - Boulier
- Tables : L'écriture, les chiffres, les nombres, le zéro, puis la numération de position permettent le calcul algorithmique, introduit en France à partir de l'an 1000. Les algoristes s'opposent longtemps aux abacistes, qui utilisent les abaques à jetons. Les tables imprimées facilitent ces calculs algorithmiques.
  - Table d'addition
  - Table de multiplication
  - Table de logarithmes
  - Table de valeurs naturelles
  - Table trigonométrique
  - Comptes faits, qui simplifient le calcul des prix (livres, sols, deniers, oboles, pite, semi-pite)
  - Tables diverses : table de tir, table de navigation, table de cubage
  - Ephéméride nautiques, éphémérides astronomiques
- Nomogrammes
  - Nomogramme à droites parallèles
  - Nomogrammes de Clark
  - Abaques (au sens de graphiques à lecture directe)
  - Diagrammes (voir aussi Catégorie:Diagramme)
- Rhabdologie (science des bâtons)
  - Bâtons de Neper
  - Calculatrice de Scott
  - Réglettes de Genaille-Lucas
- Instruments analogiques
  - Compas de proportion
  - Planimètre
  - Intégrateur
  - Intégraphe
  - Analyseur harmonique
  - Règle à calcul
- Calculatrice à crosses : parfois improprement incluse dans la catégorie des calculatrices mécaniques

### Machines à calculer ou calculatrice
On parle de machine à calculer (terminologie de la première moitié du XXe siècle) quand l'opérateur n'a pas à intervenir dans le calcul proprement dit, par opposition à instrument de calcul. 
Dans l'ensemble de Wikipedia en français, on utilise les mots calculateur ou calculatrice en précisant leur nature : analogique, mécanique, numérique ou électronique.[réf. nécessaire]
Les machines à calculer sont classées en trois grandes familles en fonction de la nature de leurs organes de calcul.

#### Machines à calculer analogiques
Les variables sont des longueurs, des tensions, des intensités, ou des températures, etc. qui varient de façon continue en fonction du temps.

#### Machines à calculer mécaniques
- Machine à additionner ou additionneuse ;
- Machine à multiplier ou calculatrice (attention : ce mot prête à confusion hors du contexte des machines à calculer mécaniques) ;
- Machine quatre-opérations ;
- Machine à différences.

#### Machines à calculer électriques ou électroniques.
Les organes de calcul utilisent l'énergie électrique. Ce sont des contacts, des électro-aimants, ou des composants électroniques. Les nombres sont traduits en impulsions électriques. La mécanique reste plus ou moins largement utilisée pour les organes de saisie, de stockage et d'impression.
- Machine mécanographique
  - Machine à recenser (hollerith)
- Calculateur de bureau
- Calculatrice électronique avec imprimante
- Ordinateur (sous toutes ses formes : central, terminal, serveur, personnel, portable, tablette, etc.)
- Calculatrice de poche électronique
- Calculatrice scientifique de poche électronique

Actuellement seules les trois dernières sont habituellement utilisées, combinant toutes les fonctions.

## Histoire
- Aides au calcul non mécanisées 
  - 1100 boulier Le premier boulier trouvé est romain : cabinet des médailles Bibliothèque Nationale Paris.
  - 1614 Publication des tables de logarithmes par Neper
  - 1617 Bâtons de Neper
  - 1628 La règle à calcul de William Oughtred
  - 1854 Le Planimètre Amsler permet le calcul d'une intégrale par la mesure graphique d'une surface
  - vers 1900 un Intégrateur permet le calcul d'une intégrale par la mesure graphique d'une surface
  - vers 1900 un Analyseur harmonique permet la décomposition en série de Fourier d'une courbe périodique
- Machines mécaniques 
  - vers 1500 prototype de Léonard de Vinci(1452-1519) (addition) Aucune référence ne permet de dire que le dessin trouvé était une machine de calcul.
  - 1623 L'horloge à calculer de Wilhelm Schickard (addition+soustraction pour la partie machine à calculer). La machine fut détruite dans un incendie pendant sa construction. Inconnue jusqu'en 1957 quand deux lettres écrites en latin à Kepler furent découvertes.
  - 1642 Blaise Pascal invente la machine à calculer : la Pascaline (9 exemplaires connus). La machine de Pascal réalise directement les additions et soustractions. Multiplications et divisions sont effectuées de manière répétitive. Trois types de machines sont connues : décimal base 10, comptable bases 10,20,12, Architecte bases 10,6,12.
  - 1673 La machine à calculer de Leibniz (addition+multiplication) Cette machine comportait des innovations intéressantes, notamment la mise en mémoire du multiplicande. Le système de report ne fonctionnait pas vraiment.
    - Le brevet de Thomas de Colmar reprend, en 1820, la même technique. Le chariot, les cylindres inscripteurs, mais ses reports fonctionnent.
    - La dernière machine du même type a été créée en 1948, la Curta

  - 1820 L'arithmomètre de Thomas de Colmar, première machine industrielle (5.500 exemplaires vendus) Machine copiée dans le monde entier. Sa commercialisation commença en 1851. Elle est à la base de l'industrie des machines à calculer.
  - 1822 La machine à différences de Charles Babbage
  - 1850 Naissance du clavier, le 1er calculateur à touches de D.D. Parmelee
  - 1857 L'arithmomètre de Hill
  - 1885 Le comptomètre de Dorr E. Felt
  - 1888 La 1re machine à calculer à impression de William S. Burroughs
  - 1889 La machine à multiplier de Léon Bollée
- Machines électromécaniques 
  - La machine à cartes perforées de Herman Hollerith
  - 1879 La 1re caisse enregistreuse de James J. Ritty avec additionneuse, imprimante et tiroir-caisse
  - 1910 La machine à calculer électromécanique de bureau
  - 1940 La première machine à calculer pour nombres complexes
- Machines électroniques
  - 1938 Le premier calculateur digital binaire de Konrad Zuse fonctionne avec des relais
  - 1943 Le premier ordinateur à lampes, le Colosse I, du Chiffre Anglais déchiffre les messages de l'Enigma
  - 1945 Premiers calculs de l'ENIAC de la Moore School of Electrical Engineering de l'université de Pennsylvanie.
  - 1964 La 1re machine à calculer électronique de bureau
  - 1967 La 1re machine à calculer électronique de poche
  - 1972 La 1re machine à calculer électronique scientifique de poche Hewlett-Packard HP-35
  - 1974 La 1re machine à calculer électronique scientifique de poche bon marché (Commodore)
  - 1978 L'ordinateur personnel

## Musées
- http://www.cmi-visavoy.com/musee01.htm
- Machine de bureau au musée de la communication à Berne

## Galerie

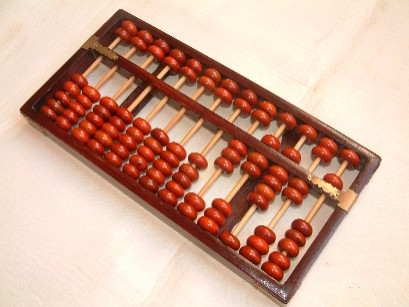
Un boulier
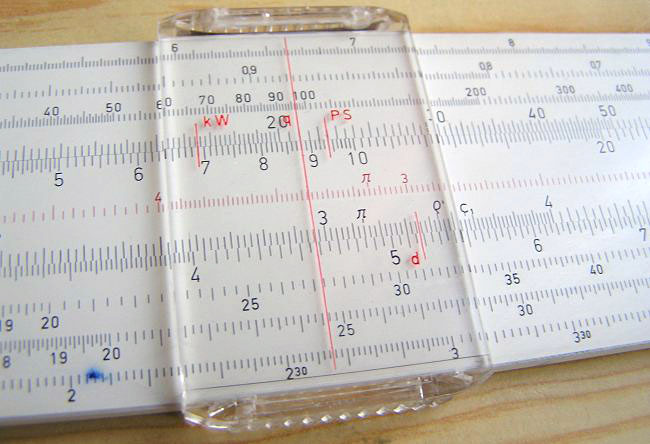
Une règle à calcul